# 屏風土代

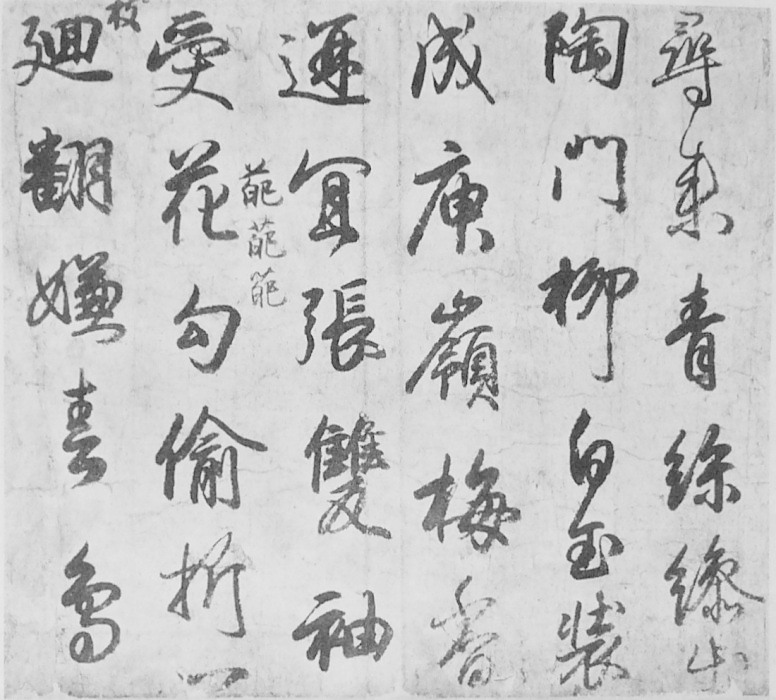
『屏風土代』（部分、小野道風筆、三の丸尚蔵館蔵、釈文は七言律詩「尋春花」の「尋来から春鳥」を参照）

屏風土代（びょうぶどだい）は、醍醐天皇の勅命に応じて小野道風が書いた屏風の下書きである。三の丸尚蔵館蔵。国宝。

## 概要
延長6年（928年）、宮廷の屏風を新調するにあたり、醍醐天皇より「書は小野道風、詩は大江朝綱に命ず」との勅命が下った。道風35歳、朝綱43歳の時である。宮中に納めたその屏風六帖は失われたが、道風真筆の草稿が現存しており、それが本書である。2行または3行で屏風が埋まるような大きな字で書く屏風の形式は、江戸時代以降のものであり、当時は色紙形（しきしがた）と呼ばれる方形に彩色した区画を屏風に設け、その中に字を書く形式であった。平安時代の貴族生活において、屏風は寝殿造に必須の調度品であり、晴れの儀式には新調された。よって、その屏風の色紙形の執筆に起用されることは、能書として極めて名誉なことであった。
朝綱が作った漢詩は、七言律詩8首と七言絶句3首の都合11首で、道風はそれを詩題も含め107行で書き上げた。本書の所々に書き込みがあり、それをもとに推察すると、各色紙形ごとに5行から6行、全21枚の色紙形に清書されたと見られる。現在はそれらが巻子本に仕立てられており、その巻末に別紙を継いだ跋文がある。この跋文は、平安末期の能書であり、鑑識にも長じた藤原定信が、本書の筆者が道風であることを考証している。本書の所々に小さな文字で傍書しているのは、文字の訂正や字体の工夫に余念がなったことを示す推敲の跡であり、揮毫のために構想を練った過程が窺え、貴重な史料である。本書に署名や年記はないが、この定信の鑑識と『日本紀略』の延長6年12月の条に、「命大内記大江朝綱、作御屏風六帖題詩、令少内記小野道風書之」（大内記大江朝綱に命じて、御屏風六帖の題詩を作らしめ、少内記小野道風をして之を書かしむ）との記事があることから、道風の真跡として確実なものとされている。
料紙は楮紙で、18枚を継いでいる。寸法は22.7cm×436.6cm。時期は不明であるが本書は井上馨の所蔵となり、やがて大正天皇に献上され御物となり、現在は三の丸尚蔵館に収蔵されている。なお、伏見天皇の臨書本が伝存している。

### 書体・書風
本書の書体は行書体を主体に草書体を交え、書風は豊麗で悠揚とした荘重な和様である。その書は、満身の筆力を内蔵した懐の広い字形に豊潤な趣をにじませ、下書きながら端正かつ重厚で、温かみがある。その筆意の中には古く日本に伝えられた王羲之のいわゆる蔵鋒の妙がよく学ばれていることがわかる。
『智証大師諡号勅書』は勅書のため謹直に、本書は屏風のため優雅に、『玉泉帖』は詩を書いたものゆえ情緒豊かにそれぞれ書かれており、道風の多彩な才能を感じさせる。ただ、和様といっても藤原佐理・藤原行成のように筆使いは繊細でなく、古体であり、石川九楊は、「約100年後に書かれた藤原行成の『白氏詩巻』に比べると、抑揚法の表現がやや未成熟。」と述べている。
作詩した朝綱も書に自信があり、その書風は旧態の唐様であることから、道風の新しい和様を排斥しようとその書技を争った。が、決着がつかず、勅判を乞うこととなり、「朝綱の書の道風に劣ること、道風の才（詩文）の朝綱に劣れるが如し」と村上天皇が仰せとの記述が、平安時代の説話集『江談抄』に見える。

## 内容

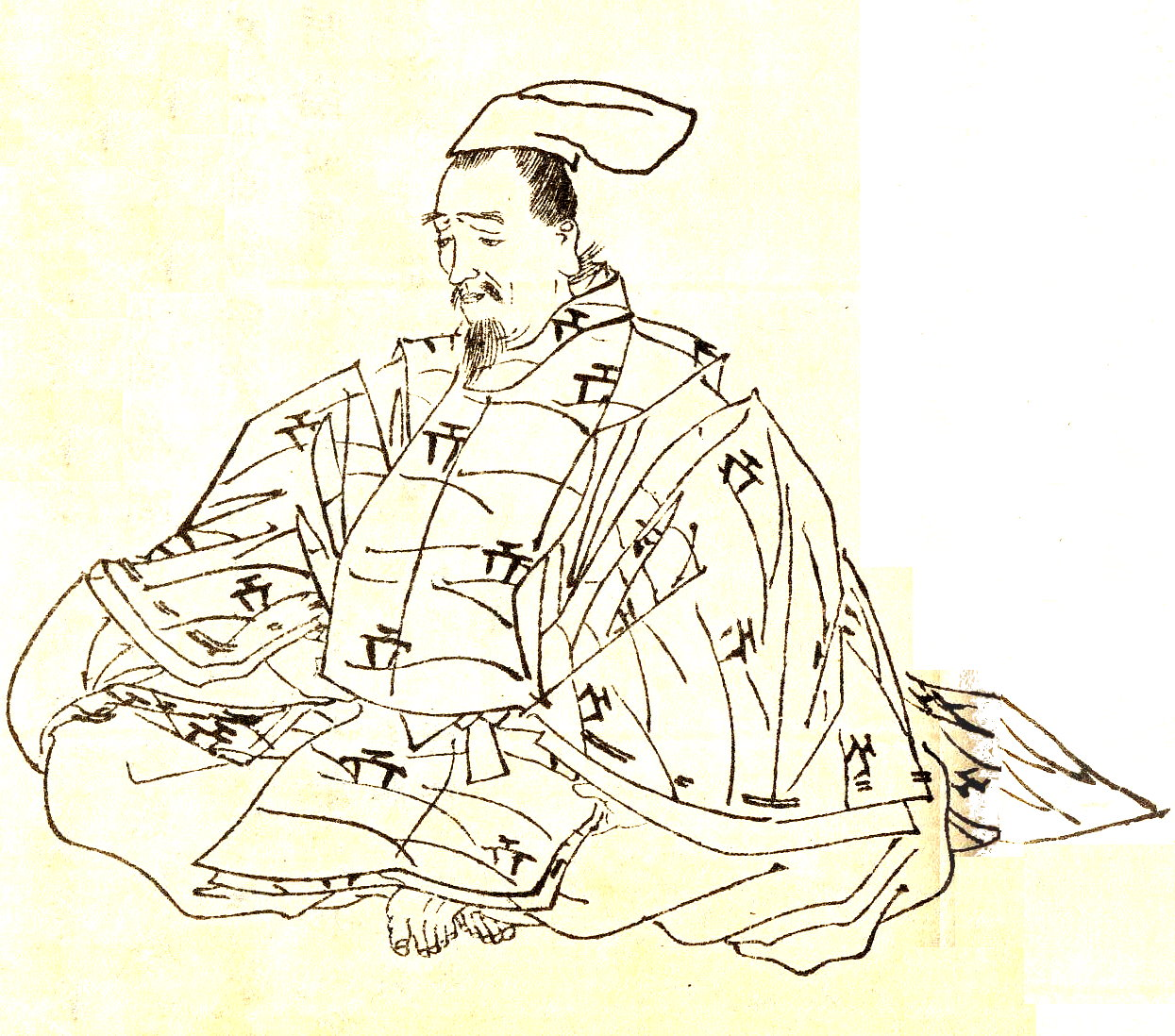
大江朝綱

律詩8首と絶句3首の作者は大江朝綱。“（　）”内の文字は、その直前の文字を訂正したもの。実際の筆跡では訂正する文字の右側に傍書している。

### 七言律詩8首
- 春日山居[1][17]

古洞春来対碧湾　茶煙日暮与雲閑

山成向背斜陽裏　水似廻流迅瀬間

草色雪晴初布護　鳥声露暖漸綿巒

誰知圯上独遊客　疑是留侯授履還
- 尋春花[1][17]

見説林花処処開　晨興並馬共尋来

青糸縿出陶門柳　白玉装成庾嶺梅

香迸宜張双袖受　花（葩）勾偸折一廻（枝）

翻嫌春鳥欺遊客　空勧提壺不勧盃
- 惜残春[1][17]

艶陽尽処幾相思　招客迎僧欲展眉

春入林帰猶晦迹　老尋人到詎成期

落花狼藉風狂後　啼鳥竜鍾雨打時

樹欲枝空鶯也老　此情須付一篇詩
- 書斎独居[1][17]

山斎蓄韻対澄江　応是洪鍾独待撞

但有閑雲帰澗戸　更無欲客到松窓

崔儦入室書千巻　范岫辞間筆一双

欲仕煙霞定嘲我　莫言懐宝也迷邦
- 山中感懐[1][17]

傍無朋友室無妻　不奈生涯与世暌

暁峡蘿深猿一叫　暮林花落鳥先啼

五湖売薬随雲去　三径横琴待月携

枕上心閑帰夢断　如何白首老青渓
- 林塘避暑[1][17]

入林斗薮満襟埃　看取香蓮照水開

池上交朋唯対鶴　樹間鋪設不如苔

境閑客熱辞身去　葉密松風払面来

何必古時河朔飲　残盃更被晩蝉催
- 山中自述[1][17]

碧峰遁迹臥松楹　謝遣喧喧世上栄

竜尾旧行応断夢　鶴頭新召不驚情

商山月落秋鬚白　穎水波揚左耳清

唯有池魚呼後至　各随次第自知名
- 送僧帰山[1][17]

一自方袍振錫行　別師還媿六塵情

雖観秋月波中影　未遁春花夢裏名

谷静纔聞山鳥語　桟危斜踏峡猿声

夜深莫歎迷帰路　定有霜鍾度嶺鳴

### 七言絶句3首
- 問春[1][17]

山吐雲晴樹競粧　高低無処不添光

再三請問得知否　何故猶残鬢上霜
- 楼上追涼[1][17]

煩熱蒸人不異炊　登楼凜（快）然（被）還（遠）有（風）衣（吹）

凜然還有衣裘想　安用袁宏一扇為
- 七夕代牛女[1][17]

独坐青楼漏漸深　支頤想像暁来心

風従昨夜声弥怨　露及明朝涙不禁

## 跋文

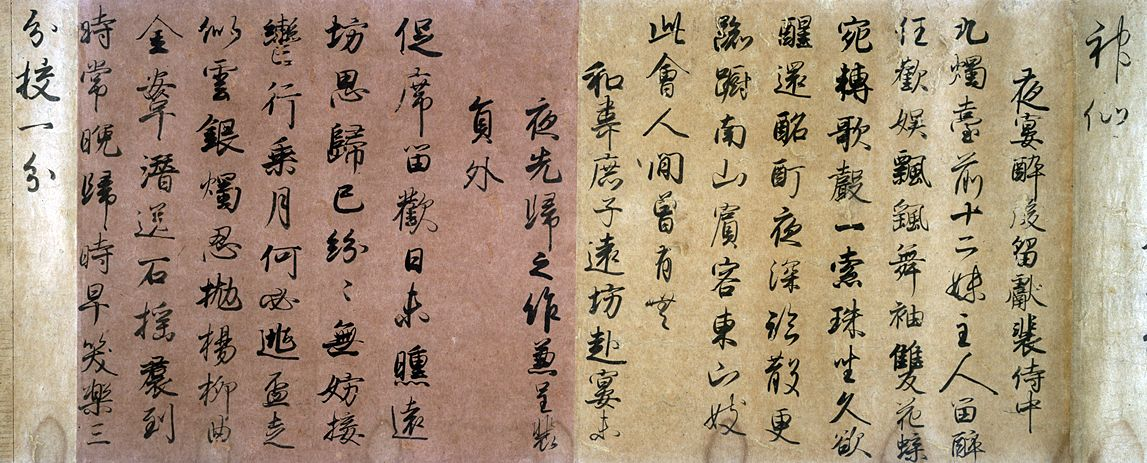
『白氏詩巻』（部分、藤原行成筆、東京国立博物館蔵、国宝）

この跋文は、藤原定信が保延6年（1140年）10月22日に、たまたま経師の妻女から本書を藤原行成筆の『白氏詩巻』とともに購入したときに書きとどめたものである。
釈文
四韻詩八首、絶句三首。已上詩等、延長六年十一月、内裏御屏風等詩也。于時大内記大江朝綱作之。年四十三。小内記小野道風書之。年丗五。保延六年十月廿二日、買得之。子細見大納言殿御本奥而已。十八枚也。道風手
大意
律詩八首と絶句三首は、延長6年11月の内裏の屏風の詩である。時に、43歳の大内記・大江朝綱がこれを作り、35歳の少内記・小野道風がこれを書した。保延6年10月22日、これを買い求めることができた。このときの事情については、大納言・藤原行成殿の御本（『白氏詩巻』）の奥書にも詳しい。